# ADレオニコ
ADレオニコ (ポルトガル語: Associação Desportiva Leônico) は、ブラジル・バイーア州サルヴァドールを本拠地とするサッカークラブである。

## 歴史
1940年4月3日に創設されたのち、1966年には、カンピオナート・バイアーノ（バイーア州選手権）のタイトルを獲得する。1979年と1985年には、カンピオナート・ブラジレイロ・セリエAに参戦した経歴を持つ。

## スタジアム
ホームゲームはシモンイス・フィーリョにあるエスタジオ・エドガルド・サントスで行われる。同スタジアムの収容人数は5,000人である。1990年代にはサント・アントニオ・デ・ジェズスにあるエスタジオ・ジョゼ・トリニダーデ・ロボで試合をしていた。同スタジアムの収容人数は4,000人だった。

## タイトル
- カンピオナート・バイアーノ : 1回
  - 1966